# Lethrinus crocineus
Lethrinus crocineus és una espècie de peix pertanyent a la família dels letrínids.

## Descripció
- Pot arribar a fer 60 cm de llargària màxima.
- 10 espines i 9 radis tous a l'aleta dorsal i 3 espines i 8 radis tous a l'anal.
- El cos és de color canyella o groguenc. El cap és marró.
- Les aletes són pàl·lides o groguenques. La vora de l'aleta dorsal és vermellosa o groguenca.[4]

## Hàbitat
És un peix marí, associat als esculls i de clima tropical (10°N-28°S) que viu fins als 150 m de fondària.

## Distribució geogràfica
Es troba a l'Índic occidental: des de KwaZulu-Natal (Sud-àfrica) fins a les Seychelles i Sri Lanka.

## Observacions
És inofensiu per als humans i es comercialitza fresc.